# Колосов Митрофан Олексійович
Митрофан Олексійович Колосов (Митрофанъ Алҍксеевичъ Колосовъ; 1839, Дмитрієв-Льговський, Курська губернія — 14 [26] січня 1881, Ялта) — філолог Російської імперії. Історик російської і староцерковнослов'янської мови, діалектолог. Член-кореспондент Імператорської Санкт-Петербурзької Академії наук (1878).

## Біографія
Митрофан Колосов народився 1839 року в купецькій родині в давньому місті Київської Русі, відомого ще з ХІІ століття — Дмитрієва-на-Свапе Курської губернії (нині Дмитрієв, Курська область, Росія). Початкову освіту здобував у повітовому училищі, згодом перейшов до 3-го класу курської гімназії з якої був виключений через неповагу до керівництва. 1858 року закінчив Харківську гімназію з правом викладати.
Згодом Митрофан Олексійович оселився в Куп'янську, де йому вдалося отримати місце в повітовому училищі з платнею в 4 рублі 50 копійок у місяць. Через два роки він повернувся до Харкова, здав іспит 1860 року на кваліфікацію парафіяльного викладача й записався вільним слухачем на історико-філологічний факультет Імператорського Харківського університету. Через рік Митрофан Колосов став студентом Університету, де вивчав церковнослов'янську й російську мови під керівництвом Петра і Миколи Лавровських і Олександра Потебні. 1865 року закінчив навчання зі ступенем кандидата й працював викладачем словесності в різних гімназіях — сімферопольській, таганрозькій і кількох одеських.
За сприяння одеської Рішельєвській гімназії Митрофан Олексійович був відряджений за кордон 1870 року «для ознайомлення з методами викладання і сферою навчання в німецьких середніх навчальних закладах і на слов'янських територіях, а саме в Сербію і Чехію». Під час відрядження він ґрунтовно вивчив чеську і сербську мови, познайомився з представниками слов'янської науки.
Від 1871 року Митрофан Колосов став викладачем Імператорського Варшавського університету за запорошенням колишнього вчителя — Петра Лавровського. Він одержав посаду доцента кафедри російської і церковнослов'янської мови. Митрофан Олексійович із захопленням досліджував історію російської і староцерковнослов'янської мови, створив навчальні програми з цих дисциплін тощо. Велику увагу вчений приділяв російської діалектології. Його загалом цікавили фонетичні особливості російського фольклору.
1872 року Митрофан Олексійович захистив у Харківському університеті магістерську дисертацію «Нарис історії звуків і форм російської мови від XI до XVI століття». Співпрацював з воронезьким журналом «Філологічні записки».
1 лютого 1873 році він став екстраординарним професором Варшавського університету на кафедрі російської та церковнослов'янської мов й історії російської словесності.
З 1875 року за дорученням 2-го відділу Академії наук М. Колосов упродовж двох років мандрував територією північних діалектів російської мови, склав докладні звіти й створив за своїми спостереженнями працю «Огляд звукових і формальних особливостей народної російської мови» (1878). У жовтні 1878 року Митрофан Олексійович захистив докторську. Наукові заслуги вченого були оцінені академічною спільнотою й того ж року, 29 грудня, він став членом-кореспондентом 2-го відділу Академії наук.
1879 року заснував журнал у галузі філології «Російський філологічний вісник».
Питання щодо української мови розглядав у відгуках до творів Павла Житецького й Михайла Драгоманова.
Через погіршення здоров'я Митрофан Олексійович Колосов змушений був у січні 1880 року поїхати до Ніцци. Влітку 1880 року він переїжджає до Ялти, де 14 січня 1881 році помер від туберкульозу.

## Вибрані праці
- Нариси з натури. — СПб., 1867.
- Старослов'янська граматика: підручник для гімназій. — Одеса, 1868. (30 перевидань до 1914).
- Теорія поезії: підручник для середніх навчальних закладів. — Одеса, 1870. (3-ри перевидання до 1884)
- Звук ъІ щодо кь оу въ ст.-славянскомъ. Слов'янський вісник // Філологічні записки. — Воронеж. — 1872.
- Нарис історії звуків і форм російської мови з XI по XVI століття. — Варшава, 1872.
- Матеріали для характеристики північно-великоруського діалекту. — Варшава, 1874.
- Нотатки про мову й народної поезії в галузі північно-великоруського діалекту. — СПб., 1877.
- Огляд звукових і формальних особливостей народної російської мови. — Варшава, 1878.